# Berthold Mueller
Berthold Mueller (* 14. Januar 1898 in Memel; † 9. Juli 1976 in Heidelberg) war ein deutscher Rechtsmediziner und Hochschullehrer.

## Leben

### Erste Jahre, Studium und Berufseinstieg
Berthold Mueller war der Sohn des Gymnasiallehrers Hermann Mueller. Er war seit 1928 mit Liselotte, geborene Vorbringer verheiratet. Das Paar bekam vier Söhne und eine Tochter. Seine Schulzeit verbrachte er in Ostpreußen und Berlin und legte 1915 in Insterburg das Abitur ab. Anschließend nahm er als Kriegsfreiwilliger am Ersten Weltkrieg teil und war zuerst bei einem Artillerieregiment und danach im Sanitätsdienst eingesetzt. Nach Kriegsende wurde Mueller im Rang eines Feldunterarztes aus der Armee entlassen und betätigte sich mit dem Detachement von Randow im Baltikum. Sein während des Krieges in Zwischensemestern begonnenes Studium setzte er planmäßig an der Universität Königsberg fort und schloss es 1922 ab. Nachdem er 1922 approbiert und zum Dr. med. promoviert wurde, war er zunächst an der Universität Königsberg Assistenzarzt am Pathologischen Institut und 1925 am Institut für gerichtliche und soziale Medizin. Ab 1926 war er bei Willy Vorkastner an der Universität Greifswald und folgte diesem 1927 an die Universität Frankfurt am Main und 1930 nach Universität Halle. Zuvor hatte sich Mueller 1929 in Frankfurt mit einer Schrift zur Erblichkeit von Fingerbeerenmustern habilitiert. Nachdem Vorkastner überraschend an einem Herzschlag verstorben war, übernahm Mueller an der Universität Halle kommissarisch den Lehrstuhl für Gerichtliche Medizin, bis ihm Kurt Walcher in dieser Funktion offiziell nachfolgte.

### Politische Betätigung und Zeit des Nationalsozialismus
Mueller, der von 1920 bis 1922 bereits der DVP und ab 1923 der Deutschvölkischen Freiheitspartei angehörte, trat nach der Machtübergabe an die Nationalsozialisten zum 1. Mai 1933 der NSDAP (Mitgliedsnummer 1.928.356) und noch im selben Jahr der SA als Reservearzt bei.
Auf einer Tagung der Gesellschaft für Gerichtliche und soziale Medizin hatte er im September 1934 ein Referat über die „Nationalsozialistische Strafgesetzgebung“ gehalten und war dabei u. a. auf „Rassenverrat“ und „Lebensunwertes Leben“ eingegangen. In diesem Rahmen verlautbarte er bezüglich der Vernichtung lebensunwerten Lebens: „Ich glaube, daß hiergegen weder vom völkischen noch vom ärztlichen Standpunkt Bedenken geltend zu machen sind“.
Zur Zeit des Nationalsozialismus war er Lehrstuhlinhaber für Gerichtliche Medizin an mehreren Universitäten. Er wechselte 1934 aus Halle als persönlicher Ordinarius an die Universität Göttingen, wo er 1935/36 Dekan der medizinischen Fakultät war. 1937 wurde er auf den Lehrstuhl für Gerichtliche Medizin nach Universität Heidelberg berufen, wechselte 1941 von dort an die Universität Königsberg und in der Endphase des Zweiten Weltkrieges nach Breslau (ab September 1944 als beratender Gerichtsmediziner im Range eines Oberfeldarztes und nominell ab Januar 1945 als Ordinarius und Direktor des dortigen Instituts für Gerichtliche Medizin).

### Nachkriegszeit
Nach Kriegsende befand sich Mueller in amerikanischer Internierung und war nach seiner Entlassung ab 1946 als Präparator bei den Städtischen Krankenanstalten in Bremen beschäftigt. Nach der Entnazifizierung übernahm er Anfang Dezember 1948, zunächst als Lehrstuhlvertreter, ab 1949 als außerordentlicher Professor und ab 1961 als Ordinarius den Lehrstuhl für Gerichtliche Medizin an der Universität Heidelberg, wo er am 31. März 1966 emeritiert wurde und bis zum 31. Oktober 1968 noch kommissarisch das Institut leitete und den Lehrstuhl vertrat; sein Nachfolger wurde Georg Schmidt. Mueller beteiligte sich an der „medizinischen Amnestie“ für NS-Täter und verhalf 1969 dem Holocaust-Massenmörder Erich Ehrlinger zur Verhandlungsunfähigkeit.
Muellers Forschungsschwerpunkte waren rechtsmedizinische Themen wie die Blutalkoholkonzentration sowie ärztliche Rechts- und Standeskunde. Er veröffentlichte insbesondere zu Verletzungen, Blutgruppenbestimmung und Abtreibung. Sein 1953 erschienenes Werk Gerichtliche Medizin, das 1975 neubearbeitet und erweitert in zweiter Auflage erschien, gilt als einschlägiges Standardwerk. Trotz seiner NS-Belastung nennt ihn Friedrich Herber als einen „der bedeutendsten Gerichtsmediziner des 2. Drittels des 20. Jahrhunderts“.

### Ehrungen und Ämter
Mueller wurde 1939 zum Mitglied der Sektion Gerichtliche Medizin der Deutschen Akademie der Naturforscher Leopoldina gewählt. Mueller war von November 1935 bis Ende September 1937 Vorsitzender der Deutschen Gesellschaft für gerichtliche Medizin und Kriminalistik und erneut von Anfang August 1940 bis Ende September 1942 als Nachfolger von Gerhard Buhtz. Auch nach dem Ende des Zweiten Weltkrieges übernahm er zeitweise den Vorsitz der Deutschen Gesellschaft für gerichtliche und soziale Medizin. Er war Ehrenmitglied mehrerer Gesellschaften für Gerichtsmedizin, so in Deutschland, Finnland, Japan, Spanien und Frankreich. Zudem war Mueller Präsident der Deutschen Gesellschaft für Unfallheilkunde, Versicherungs-, Versorgungs- und Verkehrsmedizin. Er war ab 1950 Schriftleiter der Deutschen Zeitschrift für die gesamte Gerichtliche Medizin.

## Schriften (Auswahl)
- Untersuchungen über die Erblichkeit von Fingerbeerenmustern unter besonderer Berücksichtigung rechtlicher Fragestellungen, Borntraeger, Berlin 1930. Aus: Zeitschrift f. induktive Abstammungs- u. Vererbungslehre. Bd. 56, H. ¾ (zugleich Med. Habilitationsschrift an der Universität Frankfurt am Main)
- Technik und Bedeutung der Blutgruppen-Untersuchung für die gerichtliche Medizin: Vortrag, geh. an d. Staatsmed. Akad. München, J. A. Barth, Leipzig 1934. Gesamttitel: Staatsmedizinische Abhandlungen 4.
- Gerichtliche und soziale Medizin einschließlich des Ärzterechts: Ein Lehrbuch für Studenten und Ärzte, J. F. Lehmanns Verlag, München/Berlin 1938 (zusammen mit Kurt Walcher)
- Gerichtliche Medizin: Ausführl. dargest., Springer, Berlin/Göttingen/Heidelberg, 1953.